# 劉道斌
刘道斌（？—523年），武邑郡灌津县（今河北省武邑县审坡镇）人，北魏军事人物、官员。
他自称是中山靖王刘胜的后裔。自幼喜好学问，成年后以腰宽体胖、胡须秀美而闻名。被推举为孝廉后进入洛阳，担任校书郎，后转任主书，得到魏孝文帝的赏识。他随军参与南征至南阳，返回后被加授积射将军，担任给事中。孝文帝曾对黄门侍郎邢峦感叹道：“道斌是段之舉，便異儕流矣。”魏宣武帝即位后，刘道斌担任谒者仆射，后转任步兵校尉、广武将军，兼任中书舍人，又出任武邑郡太守。冀州发生元愉叛乱后，连年灾荒，刘道斌多次上表请求减免租税。离任返回洛阳后，他被任命为右将军、太中大夫，后以右将军身份出任恒农郡太守，建立学馆、修建孔子庙并绘制孔子像。他离任后，百姓因怀念他，在孔子像西侧绘制了他的画像供人祭拜。之后转任岐州刺史，以清廉的治理闻名。523年，刘道斌在岐州去世，被追赠平东将军、沧州刺史，后又改赠济州刺史，谥号康。他的儿子刘士长，在东魏武定年间担任砀郡太守。